# Многоточие
Многоточието (… или ...) е препинателен знак, представляващ три последователни точки в хоризонтално положение.

## Български език
В българския език многоточието изпълнява различни функции:
- обозначава незавършеност на изказа, предизвикана от вълнение у говорещия, обрат в логическото развитие на мисълта или външна намеса.
  - „Йоцо беше ненадейно издъхнал, поздравявайки нова България...“ (И. Вазов, „Дядо Йоцо гледа“)
  - „Спрете там, чедо, и се позабавете повечко, та дано ми замирише на топли милинки за последен път...“ (Чудомир, „Страх“)
- обозначава пауза вътре в изречението, предизвикана по същите причини.
  -  – „Няколко стълби надолу, една каменна полукръгла ограда... и Ниагарският водопад!“ (Алеко Константинов, „До Чикаго и назад“)
- обозначава изпускане на думи в цитиран текст.
  - Бащата [...] живее в едно село в Северна България.
  - „Днес... се представи на Н. Ц. Височество президент-министърът и министър на вътрешните дела г. д-р К. Стоил...“ (Алеко Константинов, „Бай Ганьо“)

## Други езици
Многоточието се използва и в други езици, но правилата за употребата му са различни за всеки знак. В руския и английския за многоточие се използват също три точки, но в китайския многоточието те са шест (две групи по три точки). В английския многоточието означава изпуснати думи, но не и колеблива реч.

## Математика
В математиката многоточието означава „и така нататък“. В следните случаи се използва многоточие:
- При изпускане на елементи от поредица, например 1 + 2 + ... + 100, което означава сумата на числата от 1 до 100.
- За трансцендентни числа, например числото пи е равно на 3,14159265...

## Компютърни технологии
Многоточие с две или три точки се използва като оператор в някои езици за програмиране. Една от най-честите му употреби е при дефиниране на диапазони или последователности, например 1..10 означава всички числа от 1 до 10. Използва се в много езици, включително Pascal, Modula, Oberon, Ada, Haskell, Perl, Ruby, Rust, Swift, Kotlin, Bash shell и F#.
Кодът на знака „…“ в CP1251 е 0x85, а в Уникод е U+2800. Използването на „…“ вместо три отделни точки („...“) предотвратява нежеланото пренасяне през многоточието.